# Tibor Foco
| Tibor Foco                                | Tibor Foco                                |
| Kattints az alábbi külső linkek egyikére! | Kattints az alábbi külső linkek egyikére! |
| ----------------------------------------- | ----------------------------------------- |
| Nem található szabad kép.(?)              |                                           |
| külső link · jogvédett                    | Tibor Foco                                |

 Tibor Foco (Linz, Ausztria, 1956. április 18 –) linzi szökevény, magyar származású osztrák bűnöző, akit prostituált gyilkosságért elítéltek 1986-ban és aki megszökött a linzi börtönből 1995-ben. Eltűnt és keresett személy, a „Top 10 Most Wanted” keresettjei között már számtalanszor szerepelt.

## A gyilkosság
Elfriede Hochgatterert 1986. március 13-án brutális kegyetlenséggel gyilkolta meg Linzben, a Westbahn sínjei között pedig agyonlőtte (arcon lőtte) Foco, az egykori motorversenyző, a Nyuszi Bár és Klub tulajdonosa, a piros lámpás negyedek szakértője. Focót életfogytiglani -, bűntársát, Hans Peter Löfflert pedig 18 év börtönbüntetésre ítélték. Mint később kiderült, Löfflernek semmi köze nem volt a gyilkossághoz, így kárpótlásul a börtönért több milliót kapott. A koronatanú Ungar többször visszavonta vallomását. Az eset az osztrák bűnügyi történelem egyik leggroteszkebb esete, Foconak ugyanis sem vérét, sem spermáját, sem DNS-ét nem találták a helyszínen.

## Érdekességek
A 4-es főúti sorozatgyilkossággok (Karcag) egyik gyanúsítottja Magyarországon, melyek 2007 és 2010 között történtek. Gyanúsított az osztrák prostituált gyilkosságokban is, melyek ideje szinte teljesen egybeesik a karcagi gyilkosságokéval: 2005 és 2010 közöttiek.
Lakóhelye ismeretlen. Szülei Magyarországról elvándorolt személyek voltak, sok rokona Magyarországon élt, él. Foco anyanyelvi szinten beszél magyarul, németül, angolul és franciául, írás – és hangmintája fellelhető a rendőrségek által közzétett honlapokon.  Az 
Interpol és az Europol 8 millió magyar forintnak megfelelő díjat tűzött ki kézrekerítéséért. (Interpol által öregített fotó)

## Linkek
- Europol